# أم الحصم (حرض)

تعديل مصدري - تعديل

أم الحصم هي إحدى قرى عزلة الفج بمديرية حرض التابعة لمحافظة حجة، بلغ تعداد سكانها 1328 نسمة حسب تعداد اليمن لعام 2004.